# Gmina Polkowice
Polkowice [pɔlkɔˈvʲiʦɛ] Ausspracheⓘ ist eine Stadt-und-Land-Gemeinde im Powiat Polkowicki der Woiwodschaft Niederschlesien in Polen. Sitz des Powiat und der Gemeinde ist die gleichnamige Stadt (deutsch Polkwitz) mit etwa 22.500 Einwohnern.

## Geographie

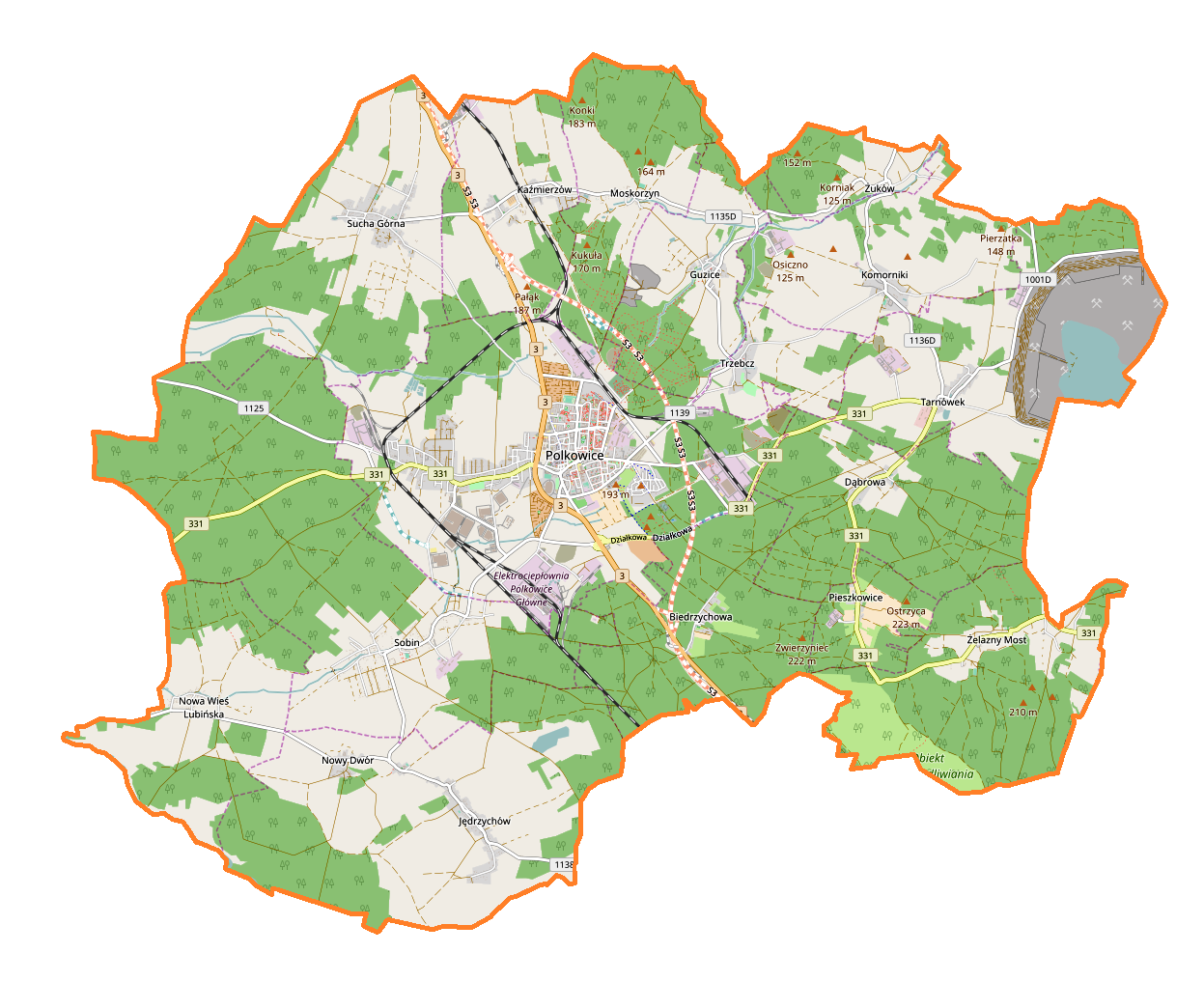
Karte der Gemeinde

Die Gemeinde liegt im Norden der Woiwodschaft. Nachbargemeinden sind Radwanice im Nordwesten, Jerzmanowa sowie Grębocice im Norden, Rudna im Osten, Lubin im Südosten, Chocianów im Südwesten und Przemków im Westen. Legnica (Liegnitz) liegt etwa 35 Kilometer südlich und Breslau etwa 80 Kilometer südöstlich.
Das Gemeindegebiet wird von kleineren Wasserläufen durchzogen. Es steigt im Südosten bis zu einer Höhe von 223 m n.p.m. an und liegt südwestlich der Wzgórza Dalkowskie (Dalkauer Höhen).

## Partnerschaften
Gemeindepartnerschaften bestehen mit der Samtgemeinde Sickte in Niedersachsen und der Gemeinde Heumen in den Niederlanden.

## Gliederung
Zur Stadt-und-Land-Gemeinde Polkowice gehören die Stadt selbst und 15 Dörfer mit Schulzenämtern (sołectwa; deutsche Namen, amtlich bis 1945):
- Biedrzychowa (Friedrichswalde)
- Dąbrowa (Dammer)
- Guzice (Gusitz; 1937–1945: Schenkfeld)
- Jędrzychów (Groß Heinzendorf)
- Kaźmierzów (Arnsdorf)
- Komorniki (Kummernick; 1937–1945: Eichbach)
- Moskorzyn (Musternick; 1937–1945: Herzogtal)
- Nowa Wieś Lubińska (Neudorf)
- Pieszkowice (Petersdorf)
- Sobin (Herbersdorf)
- Sucha Górna (Ober Zauche)
- Tarnówek (Tarnau b. Kummernick; 1937–1945: Dornbusch)
- Trzebcz (Trebitsch; 1937–1945: Rodetal)
- Żelazny Most (Eisemost)
- Żuków (Suckau)

Weiler sind Nowinki (Heinzenburg), Paulinów und Włoszczów (Neuguth, Neuguth-Heinzenburg).

## Sehenswürdigkeiten und Baudenkmale

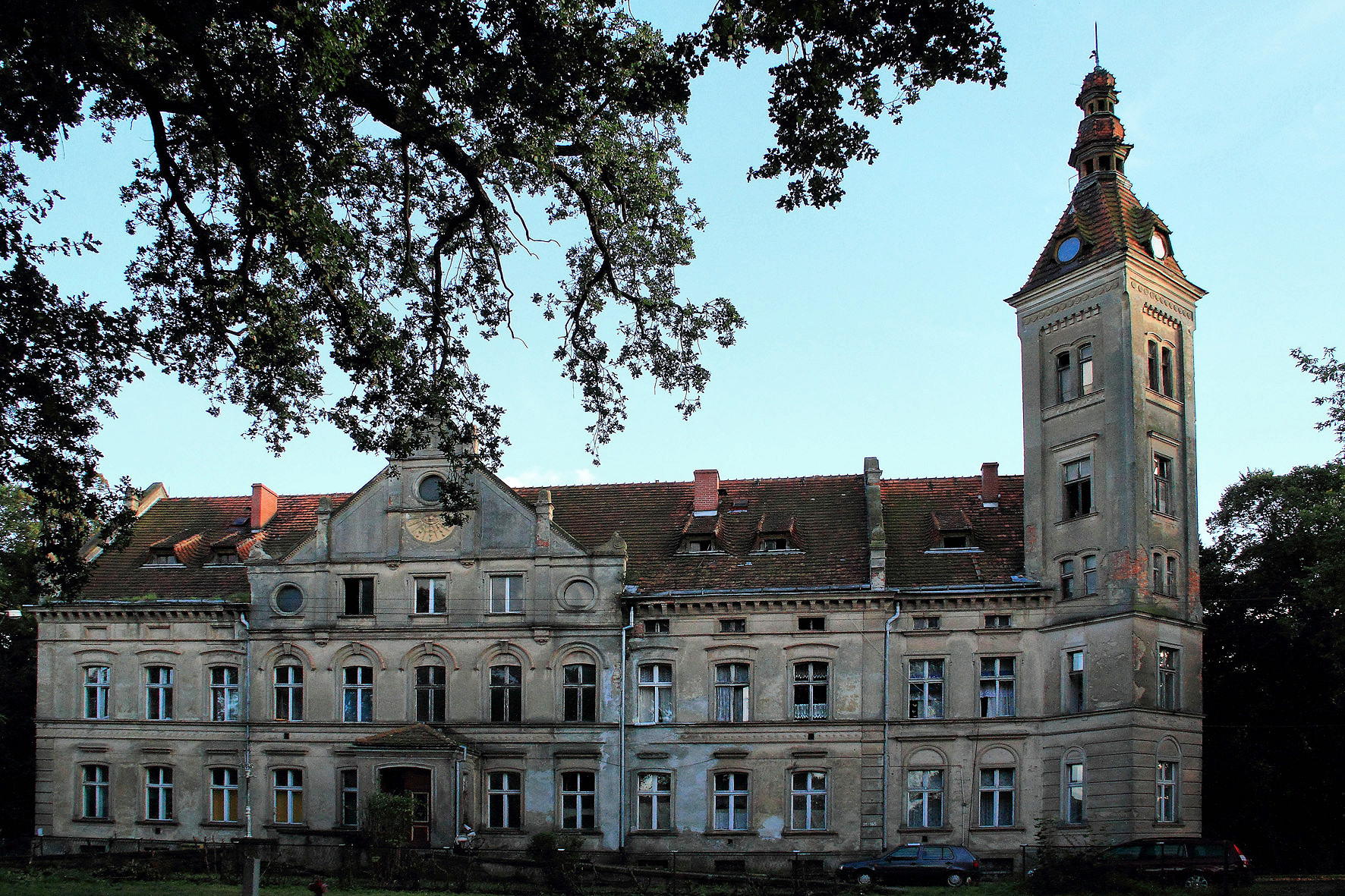
Schloss in Jędrzychów

Das historische Zentrum der Stadt steht als Ensemble unter Denkmalschutz. Die Stadt und die Dörfer der Gemeinde weisen eine große Reihe denkmalgeschützter Einzeldenkmale auf. Das Schloss in Jędrzychów ist nicht auf der nationalen Denkmalliste aufgeführt. In das nationale Denkmalregister der Woiwodschaft sind eingetragen:
- Park in Guzice, 19. Jahrhundert
- Kirche in Jędrzychów, erbaut 1729–1736 und 1884
- Evangelische Kirche in Jędrzychów, Ruine und ehemalige Burg, 15. Jh., 1751 und 1881 erbaut
- Ruine der Friedhofskapelle in Kaźmierzów, 17. und 19. Jahrhundert
- Schloss und Schlosspark in Kaźmierzów, 17., 19. und 20. Jahrhundert
- Ruine der Kirche in Komorniki, 18. und 19./20. Jahrhundert
- Gut in Komorniki mit Herrenhaus (18. und 19. Jh.) und Vorwerk
  - Wohn- und Wirtschaftsgebäude (1888): Ställe, Brennerei, Lagergebäude, Taubenschlag, Tor
  - Eichen- und Lindenalleen, 19. Jahrhundert
- Ehemaliger evangelischer Friedhof in Nowa Wieś Lubińska, 19. Jahrhundert
- Schloss und Schlosspark in Nowy Dwór, 19. Jh., 1903:
- Pfarrkirche in Polkowice, 15. bis 20. Jahrhundert
- Ehemals evangelische Kirche in Polkowice, Ende des 19. Jahrhunderts
- Altes und neues Rathaus in Polkowice; 15., 18. und 20. Jahrhundert
- Windmühle in Polkowice, Ende des 19. Jahrhunderts
- Park in Polkowice Dolne, Ende des 19. Jahrhunderts
- Kirche in Sobin, 14.–20. Jahrhundert
  - Friedhof an der Kirche
  - Einfriedung
- Schloss in Sucha Górna, erbaut im 18. Jh. und 1880
- Schloss in Tarnówek, erbaut Anfang des 20. Jahrhunderts
- Kirche in Żelazny Most, erbaut im 16. Jahrhundert
- Ruine des Herrenhauses in Żelazny Most, 2. Hälfte des 18. Jahrhunderts
- Park in Żuków, nach 1860, Wende zum 20. Jahrhundert

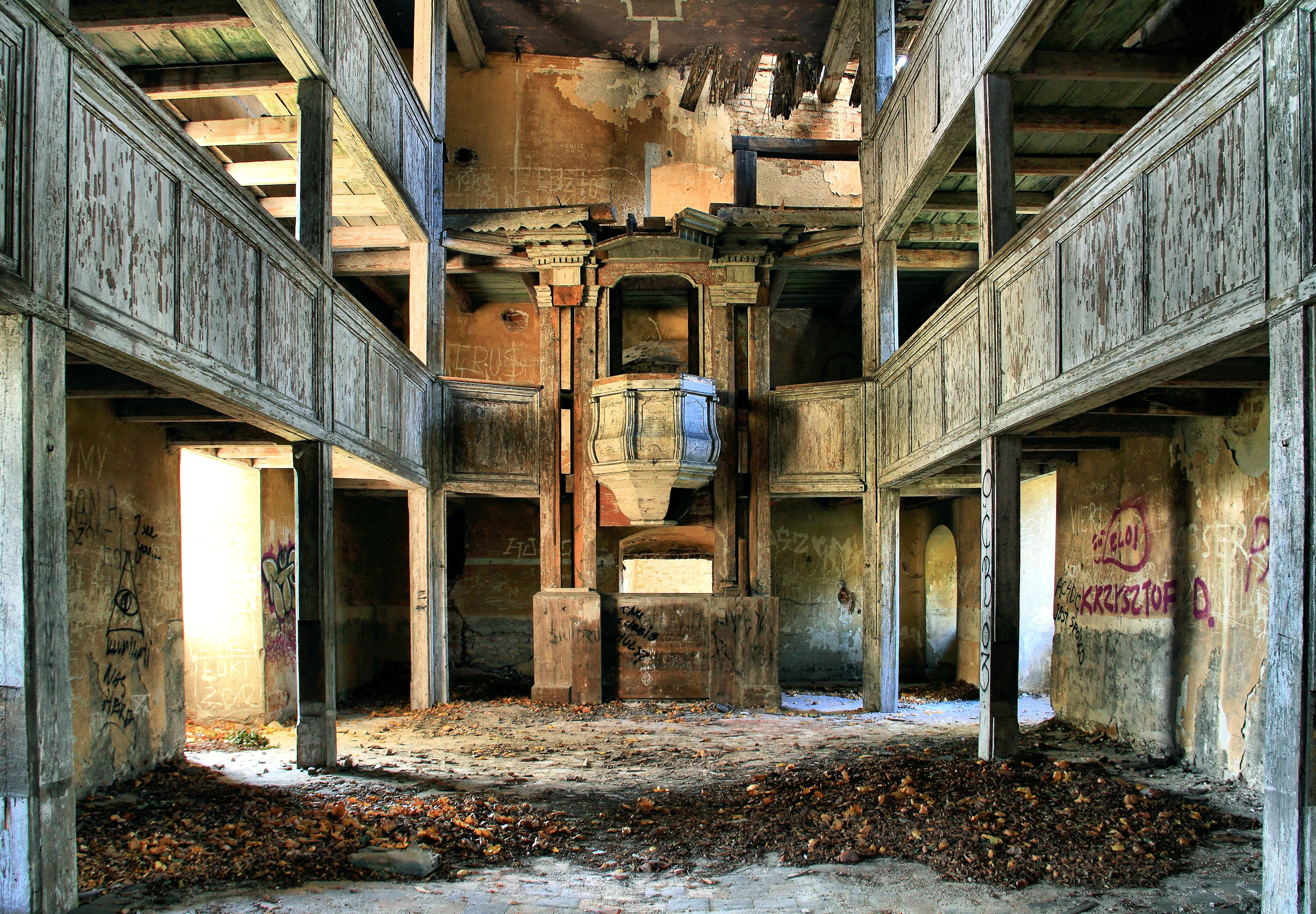
Evangelische Kirche in Jędrzychów
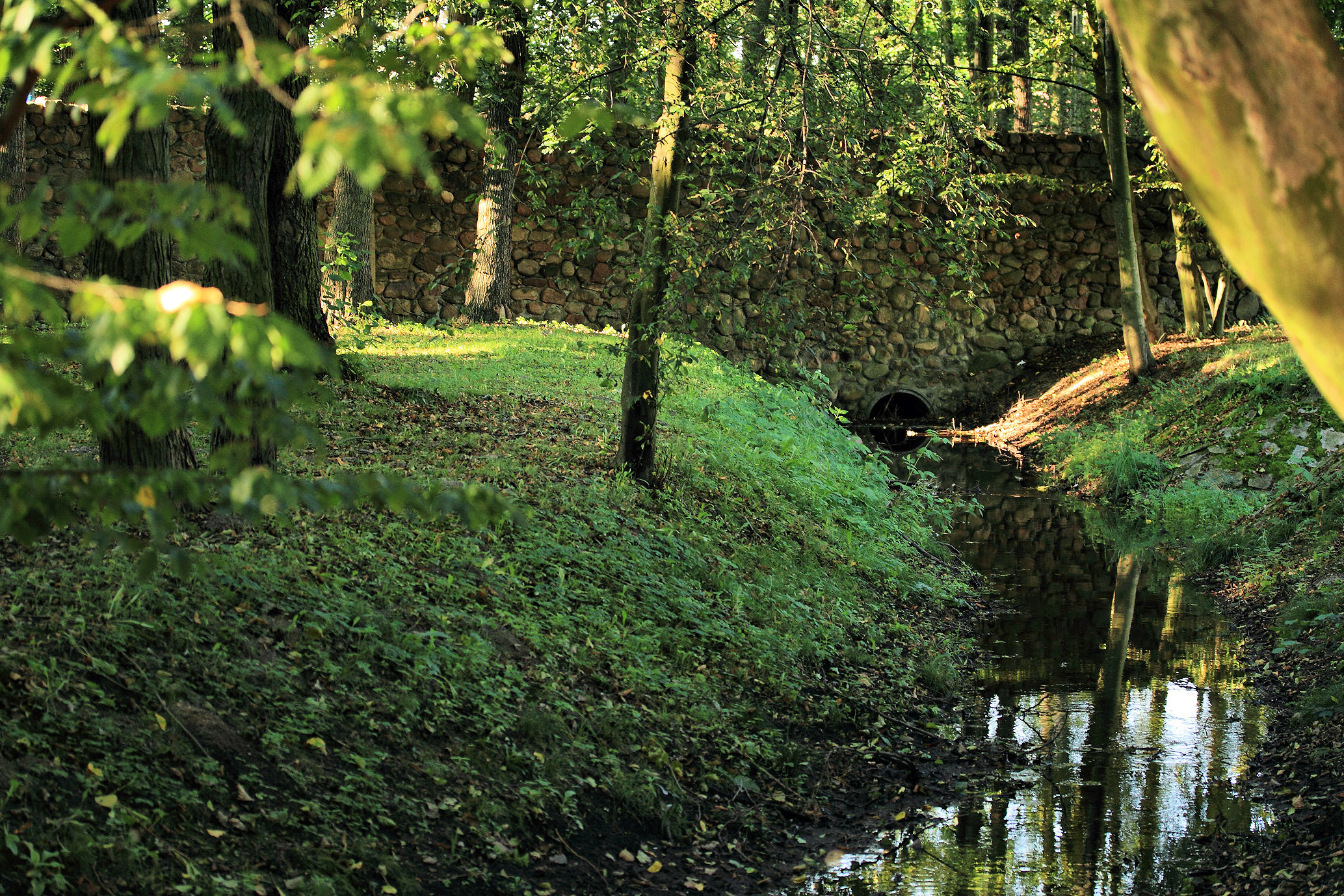
Schlosspark in Kaźmierzów
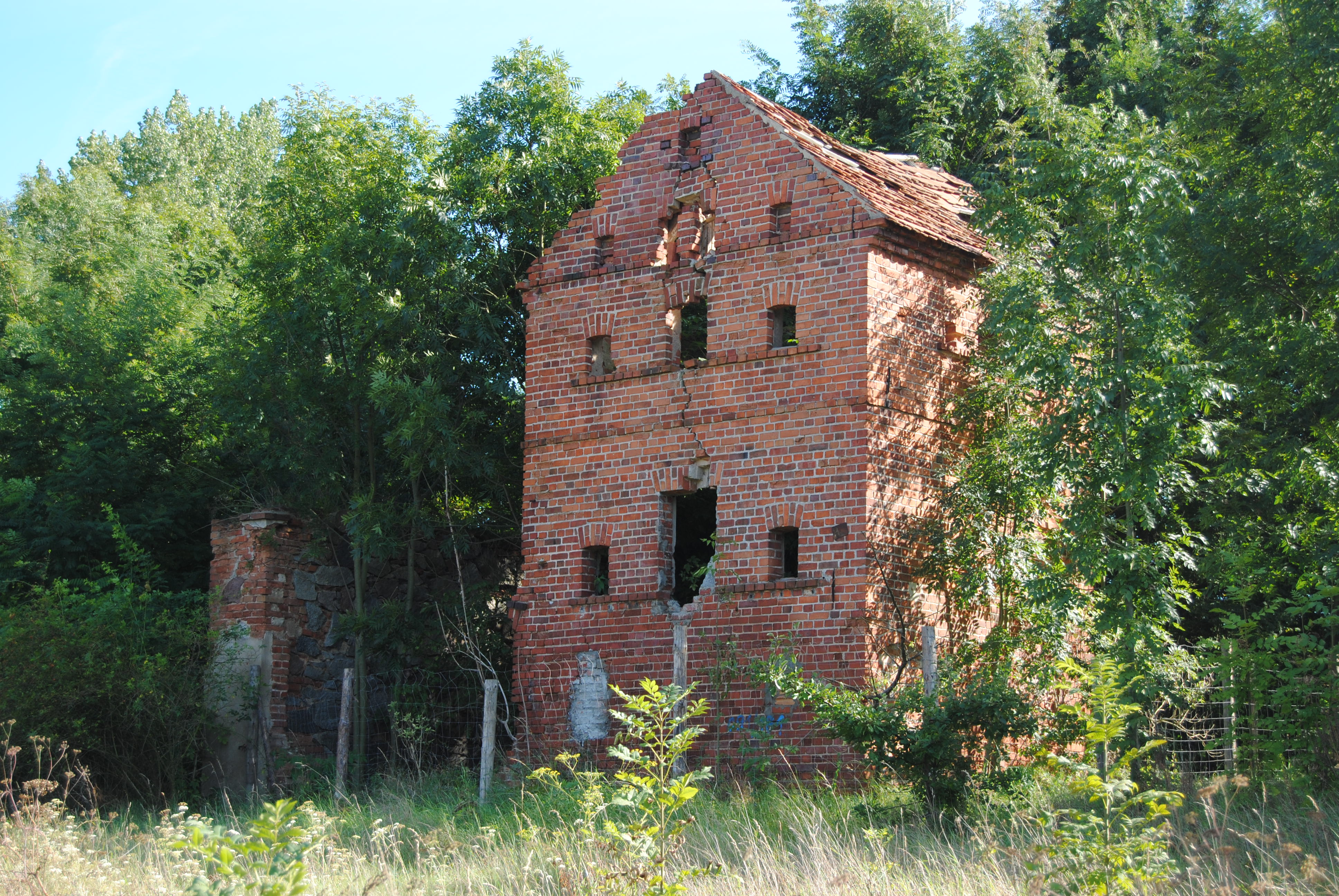
Taubenschlag in Komorniki
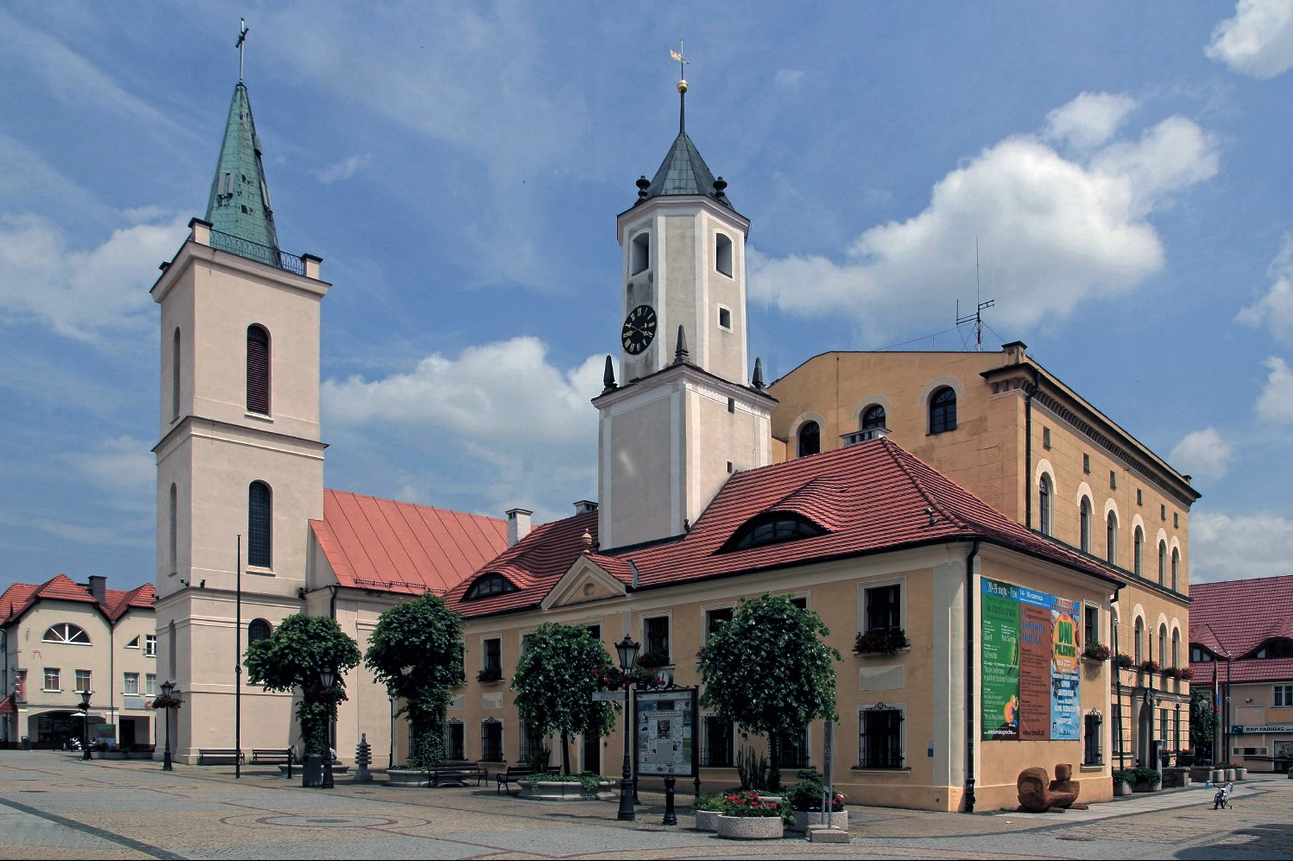
Rathaus in Polkowice
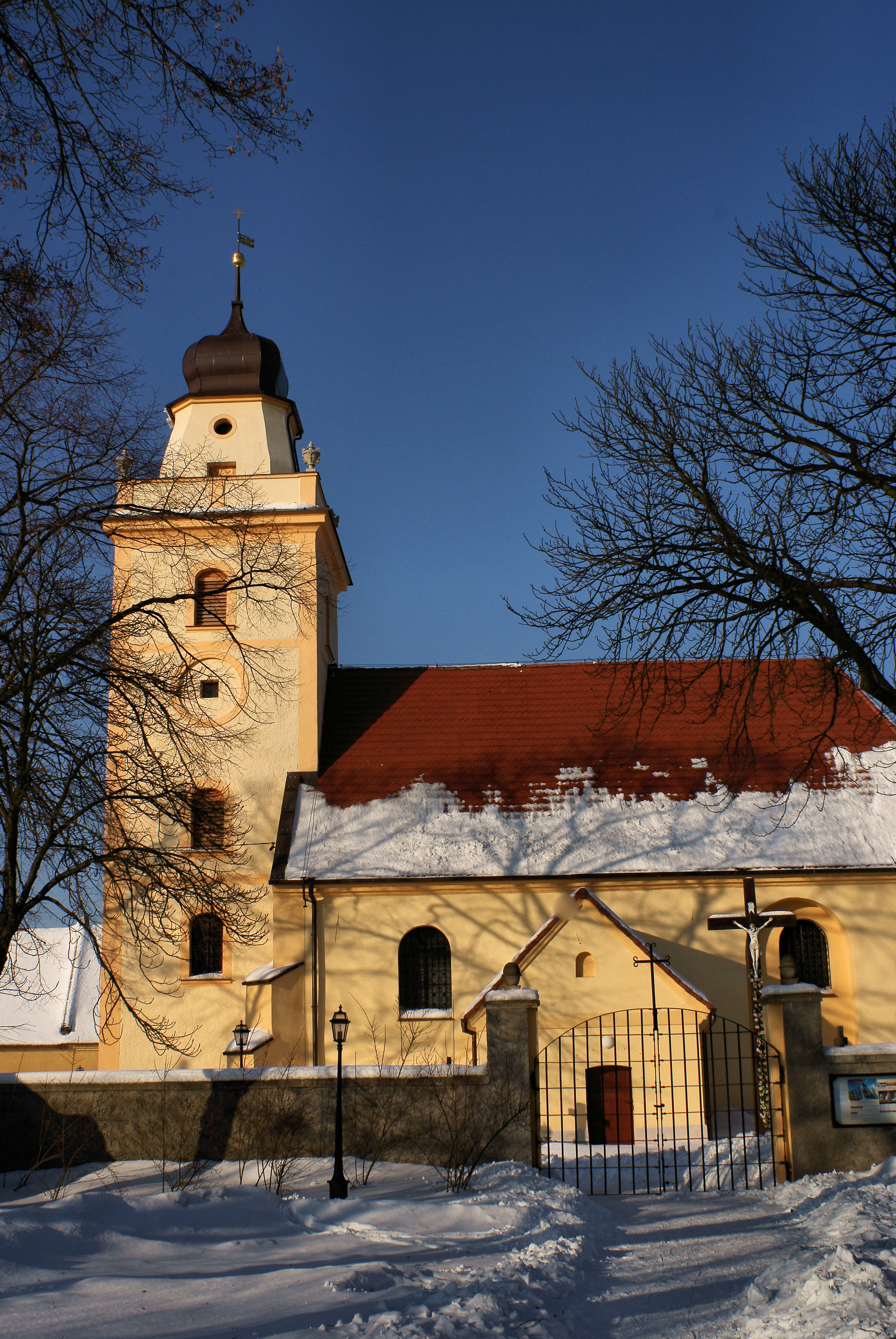
Kirche in Sobin
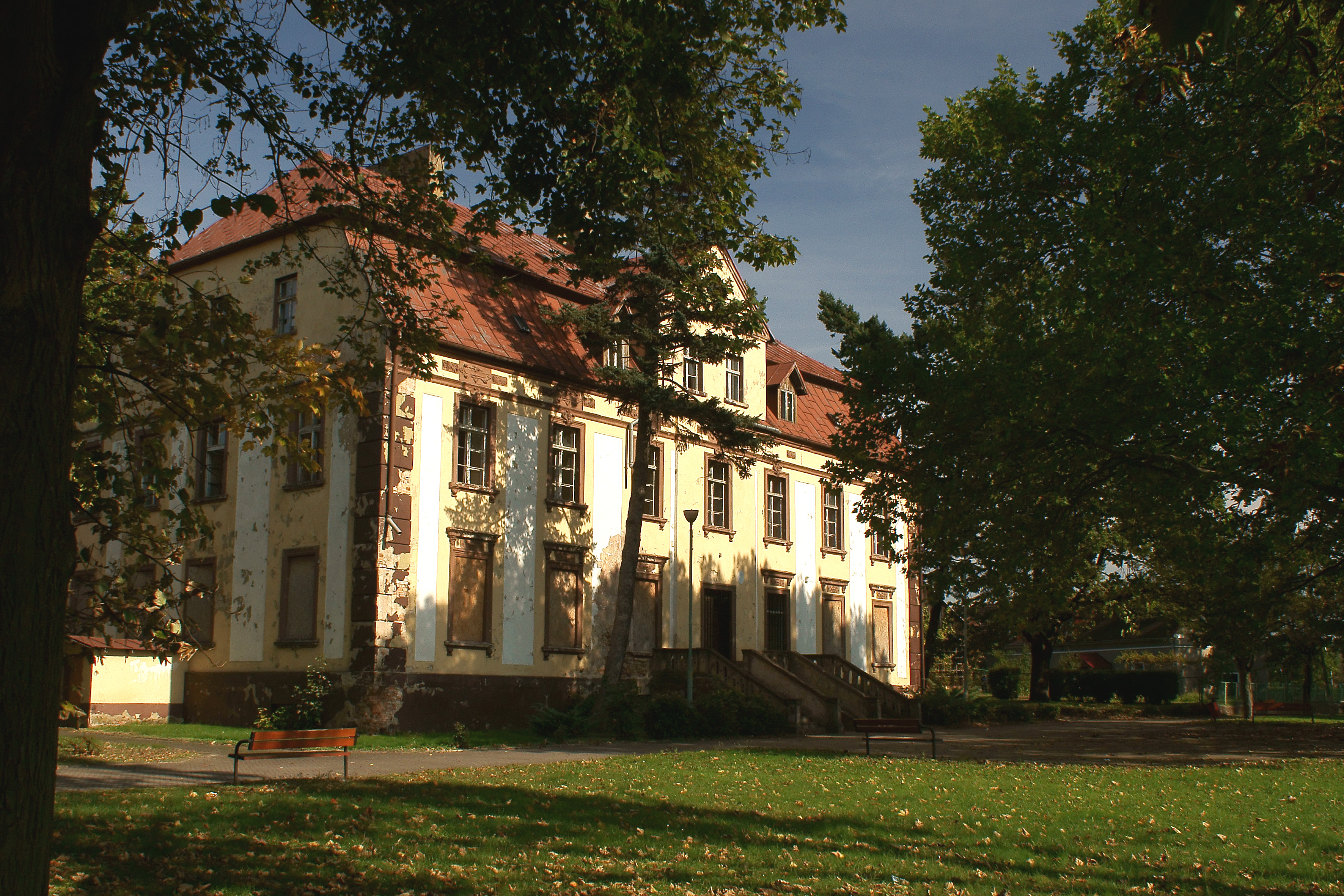
Schloss in Sucha Górna

## Wirtschaft
Zwischen Polkowice und Lubin erstreckt sich das größte polnische Kupferrevier. KGHM Polska Miedź betreibt das Bergwerk Rudna. Die Volkswagen Motor Polska fertigt seit 1998 Dieselmotoren (1,9l-TDI) im Werk Polkowice.

## Verkehr
Die S3 (Europastraße 65) durchzieht Polen und das Gemeindegebiet von Nord nach Süd. Die kreuzende Woiwodschaftsstraße DW331 führt nach Chojnów (Haynau). – Bahnanschluss besteht nur noch für das Kraftwerk und die Industrie.
Der nächste internationale Flughafen Breslau ist etwa 80 Kilometer entfernt.

## Persönlichkeit
- Werner Kube (1923–1945), Widerstandskämpfer; geboren in Trebitsch.